# Nemesis (Roth)
Nemesis is een in 2010 verschenen roman van de Amerikaanse auteur Philip Roth. 

## Verhaal
Het boek verhaalt over de gevolgen van een polio-epidemie op een joodse gemeenschap in Newark in de zomer van 1944. Het verhaal is geschreven vanuit het perspectief van een docent en speeltuinbeheerder, Bucky Cantor, die in het licht van de ziekte moeilijke keuzes moet maken, en uiteindelijk zelf de veroorzaker is van de uitbraak van een ziekte op een zomerkamp waar hij heen gaat om zich bij zijn liefde te vervoegen.
Roth stelde in een interview in 2012 dat dit zijn laatste boek was.